# Coptops thibetanus
Coptops thibetanus là một loài bọ cánh cứng trong họ Cerambycidae.